# Pierre Friloux
Pierre Friloux (* 16. November 1947 in Paris; † 23. August 2007 in Montluçon) war ein französischer Schauspieler, Regisseur und Multimediakünstler.

## Leben
Friloux begann seine Laufbahn Anfang der 1960er Jahre als Praktikant an der Comédie-Française. 1966 engagierte ihn Jean-Louis Barrault als Schauspieler an das Odéon, wo er vor allem mit Jorge Lavelli, Maurice Béjart und Iannis Xenakis zusammenarbeitete. Später studierte er bei dem französischen Regisseur Jerzy Grotowski und unterrichtete dann an der von Robert Hossein geleiteten Théatre-Ecole de Reims. 
Mit Françoise Gédanken gründete er 1975 an der École normale supérieure in Paris das Théâtre d'en face. In der Folgezeit realisierte er auf europäischen und amerikanischen Bühnen eine Reihe von Stücken, bei denen er Tanz, Theater, Musik, bildende Kunst und technische Mittel verband. Ende der 1980er Jahre studierte er mit einem französisch-amerikanischen Stipendium am Massachusetts Institute of Technology und in San Francisco. Darauf entwickelte er Projekte digitaler Maschinen, Szenografien und halb realer, halb virtueller Skulpturen mit dem Titel „Hybridobjekte“ (objets hybrides). Herausragend war ein monumentaler digitaler Brunnen mit dem Namen Vénus hybride, der erstmals in New York auf der Brooklyn Bridge errichtet und dann bei verschiedenen internationalen Veranstaltungen präsentiert wurde, darunter 1989 auf dem Straßburger EG-Gipfel.
Ab 1992 unterrichtete Friloux an der Universität Amsterdam. Daneben schrieb, malte und zeichnete er und arbeitete als Regisseur. 1997 ließ er sich in Ainay-le-Château nieder. Dort entstanden weitere interdisziplinäre visuelle, akustische oder szenische Werke. Mit Bewohnern der Region realisierte er 2003 eine Adaption von Aristophanes’ Lysistrata. In der Show Mélopées interpretierte er allein Werke von Charles Baudelaire, Guy de Maupassant und Raymond Queneau.